# Compagnia Catalana

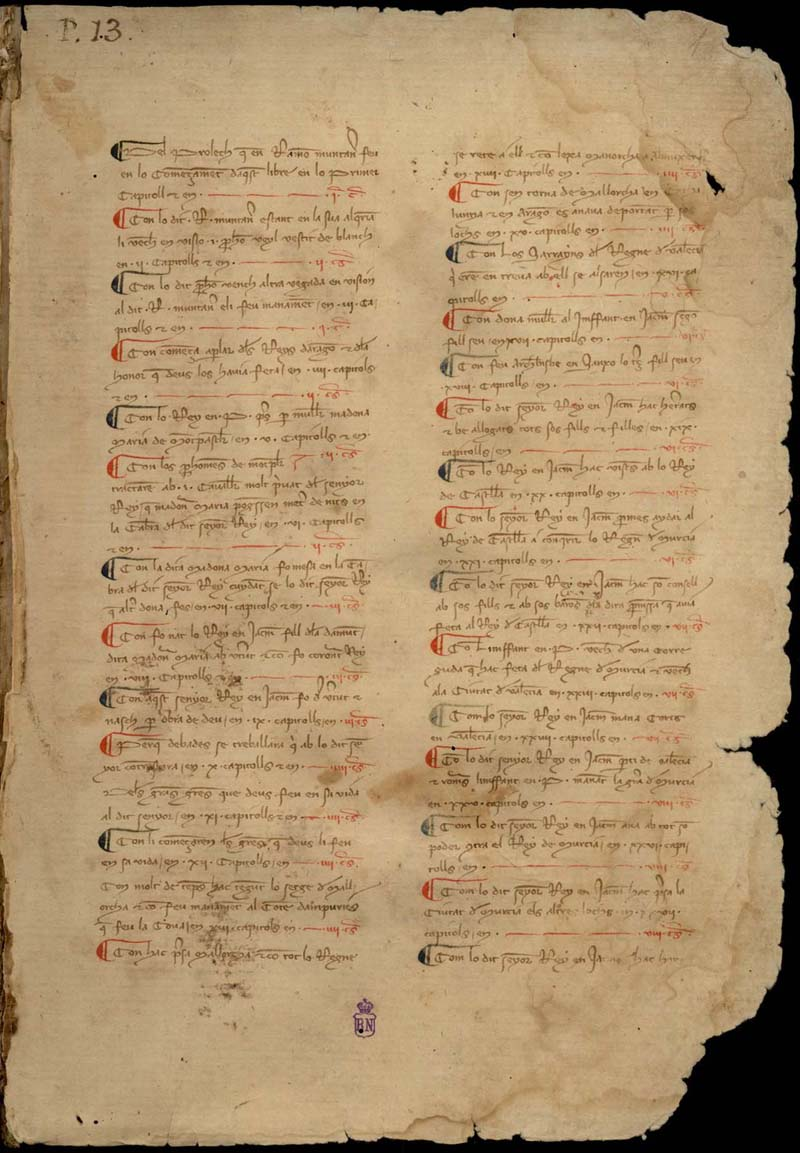
Manoscritto della Crònica di Ramon Muntaner.

La Compagnia Catalana d'Oriente, Magna Societas Catalanorum, Societas Catallanorum (in lingua catalana Companyia Catalana d'Orient), ufficialmente la Compagnia dell'esercito crociato franco e di altri stati europei in Romania, talvolta chiamata anche La Grande Compagnia, comunemente nota come Compagnia Catalana, fu una compagnia indipendente di mercenari fondata, all'inizio del XIV secolo, da Roger de Flor.

## Al servizio dell'impero bizantino
Ruggero De Flor aveva reclutato soldati che, dopo la Pace di Caltabellotta fra la Catalogna e l'Aragona opposte alla dinastia francese degli angioini nel 1302, rimasero disoccupati. Nel 1303 De Flor offrì i servigi della sua Compagnia all'imperatore bizantino Andronico II Paleologo ed al figlio, Michele IX Paleologo. L'impero bizantino era infatti allora minacciato dai turchi che stavano invadendo l'Anatolia. L'offerta di De Flor fu ben accetta sia dai bizantini che dagli aragonesi: questi ultimi governavano allora la Sicilia ed erano piuttosto ansiosi di liberarsi delle truppe irregolari non occupate. La compagnia di De Flor era composta da circa 1.500 cavalieri e 4.000 fanti, gli Almogavari, impiegati dalle armate cristiane di Catalogna ed Aragona durante la Reconquista. La Compagnia Catalana fu imbarcata su 39 galere ed altre navi che trasportarono circa 6.500 persone di cui almeno 2.500 combattenti.
Roger de Flor giunse a Costantinopoli con l'aiuto del re Federico III di Sicilia nel 1303 ed ivi sposò la nipote di Andronico, figlia dello zar della Bulgaria, e fu chiamato Granduca dell'impero bizantino e comandante della flotta. La Compagnia Catalana raggiunse la capitale bizantina con mogli e figli e pochi giorni dopo si fecero subito notare uccidendo una compagnia di genovesi che reclamava il pagamento dei loro debiti. A seguito di ciò Andronico li inviò in Anatolia a combattere i turchi che, non avendo trovato resistenza alcuna, avevano raggiunto il Bosforo riducendo in schiavitù le popolazioni incontrate.

### La campagna contro i Turchi
Dopo il loro sbarco a Cizico nel gennaio 1304 i Catalani cacciarono i Turchi che assediavano la città, che fu occupata da loro non senza qualche problema con gli abitanti. L'inizio della campagna contro i turchi avvenne nell'aprile del 1304. In pochi mesi la Compagnia Catalana riuscì a cacciare i turchi dall'Asia minore. I catalani si gettavano contro i nemici con tale velocità che questi non riuscivano ad utilizzare efficacemente la loro arma principale: l'arco. Roger de Flor giunse fino alle Porte di Ferro nelle montagne del Tauro cilicio, ove nell'agosto del 1304 lui ed i suoi sconfissero i Turchi e catturarono un enorme bottino. A Roger de Flor fu data in feudo la regione, con la sola esclusione delle città.
Sfortunatamente l'intesa fra i catalani e le popolazioni locali era tutt'altro che perfetta: in effetti gli uomini di De Flor, particolarmente gli sregolati Almogavari, commisero parecchi eccessi tanto da far rimpiangere alla popolazione locale l'occupazione turca. Ciò nondimeno i greci non fecero nulla per sistemare le cose, tanto che a Magnesia, allorché Roger de Flor partì per la sua campagna militare, gli abitanti catturarono il bottino della Compagnia ed al ritorno di quest'ultima chiusero le porte della città. I catalani si apprestavano a porre sotto assedio la città, quando furono richiamati da Andronico in Europa a combattere contro i Bulgari.

### I problemi con i bizantini
I rapporti fra Andronico e lo zar bulgaro Teodoro Svietoslav stavano diventando sempre più tesi. Nel 1305 Teodoro invase il territorio imperiale e si apprestava ad attaccare i porti del Mar Nero. 
Michele IX tentò di respingerli ma fu sconfitto ad Adrianopoli. In conseguenza di ciò egli volle prendersi la rivincita e fece appello a Roger de Flor. L'armata bizantina tuttavia vedeva di mal occhio i catalani e si oppose al loro arrivo, per cui Michele scrisse al fratello che l'impiego della Compagnia avrebbe provocato una rivolta nell'armata bizantina.
Così, quando i catalani di Roger de Flor, appena attraversato il Bosforo, si fermarono a Gallipoli, Andronico chiese loro di rientrare in Asia Minore. Roger de Flor, esasperato da questo cambiamento di direzione, si rifiutò e chiese all'imperatore che i suoi uomini fossero pagati, ma ricevette solo modeste somme. Nello stesso tempo sbarcarono a Madyte i rinforzi inviati da Jaime II d'Aragon e Federico III di Sicilia, al comando del nobile aragonese Berenguer d'Entença, con l'intento di preparare la via ad una occupazione di Costantinopoli utilizzando gli stessi Almogavari. Per raggiungere il titolo di Cesare, Roger de Flor cedette a Berenguer il suo di granduca. I rapporti fra bizantini e Compagnia Catalana sembrarono normalizzarsi.
Questi avvenimenti tuttavia furono nefasti per l'impero bizantino. Nel gennaio 1305 Ruggero de Flor fortificò la penisola, i turchi attaccarono Filadelfia mentre il re di Sicilia preparava una spedizione per la conquista di Costantinopoli. Andronico, disperato, si riconciliò con Roger de Flor, che venne nominato Cesare, e gli donò in feudo la province dell'Asia. Roger si apprestava ad attaccare i turchi con 3.000 uomini, la situazione migliorava ed i catalani sbarcano in Asia e ma Roger commise l'errore che gli costò la vita: ignorando la grande ostilità di Michele IX, si recò a salutarlo.

## La resa dei conti con l'impero bizantino
Il giovane basileus lo ricevette sontuosamente ad Adrianopoli (la odierna Edirne) ma nel corso di un festino in suo onore, il 7 aprile 1305 lo fece uccidere dagli Alani, un altro gruppo di mercenari al servizio dell'Imperatore insieme al suo seguito di 300 cavalieri e 1.000 fanti. Successivamente Michele, con l'aiuto di numerosi turchi, attaccò Gallipoli cercando di strappare la città al resto della Compagnia comandata da Berenguer de Entença, che vi era giunto con 9 galere catalane. L'attacco non ebbe successo ma la Compagnia ne rimase decimata.
Sotto la guida Berenger d'Entença i catalani massacrarono tutti gli abitanti greci di Gallipoli e vi crearono una specie di stato indipendente. Berenger, con una piccola flotta, saccheggiava la Propontide. Poco dopo Berenguer de Entença fu catturato dai genovesi e successivamente liberato. La Compagnia era rimasta con soli 206 cavalieri e 1.256 fanti ed era priva di un comandante definito quando l'imperatore Michele, confidando sulla sua superiorità numerica, la attaccò ma fu sconfitto ad Arpos, a sud-ovest di Rodosto, nel luglio dello stesso anno.
Seguendo le regole della cavalleria essi sfidarono l'imperatore che rispose facendo uccidere gli ambasciatori della compagnia ed ordinando il massacro di tutti i Catalani ed Aragonesi che vivevano in Costantinopoli. Ma rimasto privo di truppe, l'impero non poté impedire la risposta della compagnia che fu la devastazione della Tracia e della Macedonia per i successivi due anni, la distruzione dei cantieri navali imperiali. A poco a poco la Compagnia Catalana si trasformò in una forza militare multi ed extra-nazionale: greci disertori, italiani e persino turchi vennero a ricostituire gli effettivi di Berenger.

Stemma del ducato di Neopatria.

## La divisione delle forze della Compagnia
Ferran Ximenis d'Arenós sbarcò a Madyte con nuove forze almogavre, mentre Bernat de Rocafort si installò a Rodosto e Ramon Muntaner, capitano e cronista aragonese, fu nominato governatore di Gallipoli. Il genovese Spinola tentò di attaccarla nel luglio del 1308 ma la sua spedizione si risolse in un disastro. Da parte sua Berenger d'Entença, pagato dal re di Aragona, fece una dimostrazione di forza davanti ad una Costantinopoli affranta.
La compagnia era un potente risorsa nell'arena politica e Federico III di Sicilia cercò di porla sotto il suo controllo. Egli assegnò l'Infante Ferdinando di Maiorca a Gallipoli perché ne divenisse il comandante. Tuttavia, uno dei capi della Compagnia, Bernat de Rocafort, si oppose a questa mossa ed affrontò Berenguer de Entença, ed altri comandanti che avevano accettato l'Infante. Le truppe al comando di Berenger d'Entença, si scontrarono presso il fiume Maritza con quelle di Bernat de Rocafort ed il primo soccombette nel corso della battaglia. Tale evoluzione convinse Ferran Ximenis d'Arenós a fuggire a Costantinopoli ove Andronico gli diede in sposa una delle sue nipoti e lo nominò granduca.
Costantinopoli osservava compiaciuta la divisione dei catalani e il loro abbandono del territorio dell'impero. Rocafort minacciò inutilmente Tessalonica e poi saccheggiò la penisola di Kassandra, incluso Monte Athos.
Don Fernando e Ramon Muntaner, partendo de Thasos su una flotta, si diressero verso il Negroponte, ove incontrarono una squadra veneziana con a bordo Thibaud de Chepoy, che aspirava al trono di Costantinopoli. L'infante fu catturato ed inviato al Duca di Atene che lo fece mettere in cella come rappresaglia al saccheggio del porto di Almyros. Le galere catalane furono catturate con i passeggeri ed il loro bottino. Thibaud de Chepoy spedì Muntaner a Rocafort, contando di allearvisi (il Rocafort aveva offerto i servigi della Compagnia a Carlo di Valois che il Conte di Barcellona aveva cacciato dalla Sicilia prima di fondare la Compagnia, nel corso di una guerra per la Corona d'Aragona, per rafforzare le sue pretese sull'impero bizantino). Ma l'alleanza durò poco: gli ufficiali catalani, esasperati dalle attitudini del loro capo, spedirono Rocafort a Thibaud de Chepoy, l'incaricato di Carlo di Valois, che lo arrestò e lo spedì a Napoli ove morì di fame il medesimo anno (1309).
Nel 1310 Roger Deslaur offrì I suoi servigi a Gualtiero V di Brienne Duca di Atene ed in un anno egli liberò il duca dai suoi avversari, solo per poi venire tradito dal Brienne che si rifiutò di pagargli i servigi ottenuti. La Compagnia si vendicò sconfiggendo ed uccidendo il Brienne nella battaglia di Halmyros il 15 marzo 1311 ed assumendo il controllo del Ducato di Atene. Nel medesimo periodo la Compagnia conquistò la città greca di Tebe.
Non più sotto il controllo francese, i possedimenti aragonesi si espansero nella Tessaglia e gli aragonesi divennero duchi di Atene e duchi di Neopatria. Il dominio della Compagnia Catalana proseguì ininterrotto dal 1388 al 1390, quando essa fu sconfitta dalla Compagnia Navarrese di Pedro de Superano, Juan de Urtubia, e dagli alleati fiorentini di Neri I Acciaioli di Corinto. I loro discendenti li tennero sotto controllo fino al 1456, anno della conquista da parte dell'Impero ottomano. A quel tempo, come molte intraprese militari, la Grande Compagnia uscì dalla storia.